# Werner Stein

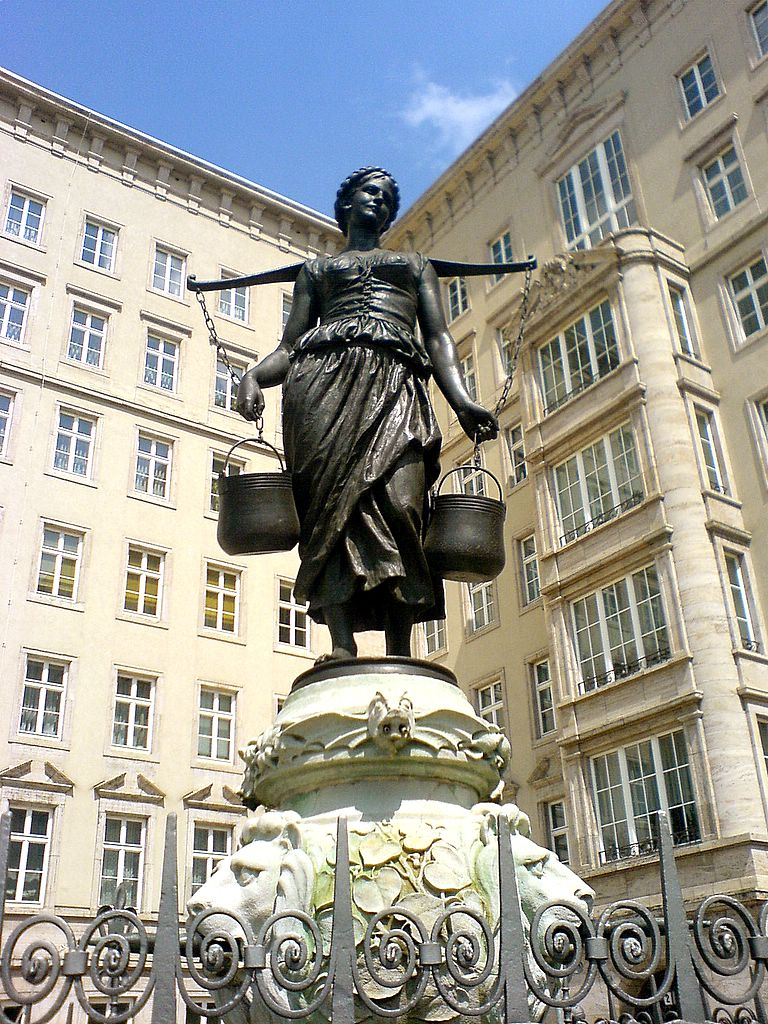
Mädgebrunnen i Leipzig.

Werner Stein, född 10 januari 1855 i Braunschweig, död 18 januari 1930 i Niedersachsen var en tysk bildhuggare.

## Offentliga verk i urval
- Staty av Johann Smidt på Theodor-Heuß-Platz i Bremerhaven, 1888
- Staty av Mendelssohn på Gewandhausplatz i Leipzig, 1892, borttagen i november 1936 av den nazistiska regeringen